# Campeonato Panamericano de Balonmano Masculino Juvenil de 2005
El IV Campeonato Panamericano de Balonmano Masculino Juvenil de 2005 se disputó entre el 6 y el 10 de septiembre de 2005  en Brusque, Brasil. y fue organizado por la Federación Panamericana de Balonmano

## Primera fase

### Grupo A
| Equipo | PTS | J | G | E | P | GF | GC | DG  |
| ------ | --- | - | - | - | - | -- | -- | --- |
| Brasil | 4   | 2 | 2 | 0 | 0 | 59 | 36 | +23 |
| México | 1   | 2 | 0 | 1 | 1 | 41 | 50 | -9  |
| Chile  | 1   | 2 | 0 | 1 | 1 | 41 | 55 | -14 |

#### Resultados
| Fecha     | Hora  | Partido³ | Partido³ | Partido³ | Resultado |
| --------- | ----- | -------- | -------- | -------- | --------- |
| 6.09.2005 | 19:45 | Brasil   | -        | México   | 27-18     |
| 7.09.2005 | 19:15 | Brasil   | -        | Chile    | 32-18     |
| 8.09.2005 | 19:15 | México   | -        | Chile    | 23-23     |

### Grupo B
| Equipo      | PTS | J | G | E | P | GF  | GC  | DG  |
| ----------- | --- | - | - | - | - | --- | --- | --- |
| Argentina   | 6   | 3 | 3 | 0 | 0 | 124 | 42  | +82 |
| Groenlandia | 4   | 3 | 2 | 0 | 1 | 94  | 77  | +17 |
| Uruguay     | 2   | 3 | 1 | 0 | 2 | 47  | 92  | -45 |
| Paraguay    | 0   | 3 | 0 | 0 | 3 | 59  | 113 | -54 |

#### Resultados
| Fecha     | Hora  | Partido³    | Partido³ | Partido³    | Resultado |
| --------- | ----- | ----------- | -------- | ----------- | --------- |
| 6.09.2005 | 15:45 | Groenlandia | -        | Uruguay     | 40-17     |
| 6.09.2005 | 17:30 | Argentina   | -        | Paraguay    | 52-19     |
| 7.09.2005 | 15:45 | Argentina   | -        | Groenlandia | 36-17     |
| 7.09.2005 | 17:00 | Uruguay     | -        | Paraguay    | 24-16     |
| 8.09.2005 | 12:45 | Argentina   | -        | Uruguay     | 36-06     |
| 8.09.2005 | 15:45 | Groenlandia | -        | Paraguay    | 37-24     |

### 5º al 7º puesto
| Fecha     | Hora² | Partido¹ | Partido¹ | Partido¹ | Resultado |
| --------- | ----- | -------- | -------- | -------- | --------- |
| 9.09.2005 | 17:30 | Chile    | -        | Paraguay | 47-20     |

### 5º/6º puesto
| Fecha      | Hora² | Partido¹ | Partido¹ | Partido¹ | Resultado |
| ---------- | ----- | -------- | -------- | -------- | --------- |
| 10.09.2005 | 14:30 | Chile    | -        | Uruguay  | 32-14     |

## Fase final

### Semifinales
| Fecha     | Hora  | Partido³  | Partido³ | Partido³    | Resultado |
| --------- | ----- | --------- | -------- | ----------- | --------- |
| 9.09.2005 | 12:45 | Argentina | -        | México      | 23-18     |
| 9.09.2005 | 17:30 | Brasil    | -        | Groenlandia | 32-27     |

### 3º/4º puesto
| Fecha      | Hora² | Partido¹    | Partido¹ | Partido¹ | Resultado |
| ---------- | ----- | ----------- | -------- | -------- | --------- |
| 10.09.2005 | 10:45 | Groenlandia | -        | México   | 28-19     |

### Final
| Fecha      | Hora² | Partido¹  | Partido¹ | Partido¹ | Resultado |
| ---------- | ----- | --------- | -------- | -------- | --------- |
| 10.09.2005 | 15:45 | Argentina | -        | Brasil   | 30-23     |

| Argentina           |
| Campeón             |
| Argentina 2° título |

### Clasificación general
| Argentina   |
| Brasil      |
| Groenlandia |
| 4. México   |
| 5. Chile    |
| 6. Uruguay  |
| 7. Paraguay |